# Föreningen för samhällsplanering
Föreningen för samhällsplanering (finska: Yhdyskuntasuunnittelun seura, YSS), är en finländsk förening för samhällsplanering. 
Föreningen, som har säte i Helsingfors, grundades 1958 under namnet Samfundet för samhällsplanering i syfte att sammanföra expertis och professionella aktörer med olika utbildning och bakgrund inom området samt att främja diskussion och debatt. Föreningen är ansluten till Vetenskapliga samfundens delegation.